# Campylopus sinensis
Campylopus sinensis là một loài Rêu trong họ Dicranaceae. Loài này được (Müll. Hal.) J.-P. Frahm mô tả khoa học đầu tiên năm 1997.